# Severo Hernández
Severo Hernández Tarazona (* 6. November 1940 in Guaca; † 15. April 2022) war ein kolumbianischer Radrennfahrer.
Severo Hernández gewann bei den Panamerikanischen Spielen 1967 die Bronzemedaille im Einzelzeitfahren im Straßenradsport. Bei den Olympischen Sommerspielen 1968 in Mexiko-Stadt startete er im Bahnradsport in der Mannschaftsverfolgung. 1967 konnte Hernández bei der Vuelta a Colombia zwei Etappen gewinnen.
2020 wurde Hernández auf seiner Farm ausgeraubt. Dabei wurden ihm unter anderem mehrere Trophäen gestohlen.